# Wilhelm Kleefeld
Wilhelm Kleefeld (* 2. April 1868 in Mainz; † 2. April 1933 in Berlin) war ein deutscher Musikschriftsteller und Bearbeiter historischer Opern jüdischer Herkunft.
Kleefeld studierte 1886 zunächst Naturwissenschaft in Heidelberg, wandte sich jedoch bald der Musik zu und studierte an der Friedrich-Wilhelms-Universität Berlin u. a. Musikwissenschaft bei Philipp Spitta. Zwischen 1891 und 1896 war Kleefeld als Kapellmeister in Mainz, Trier, München und Detmold tätig. 1897 promovierte er in Berlin zum Doktor phil. Ein Jahr später wurde er Lehrer am Klindworth-Scharwenka-Konservatorium. 1901 habilitierte er sich vorübergehend bis 1904 als Privatdozent für das bis dahin unbesetzte Fach Musikwissenschaft an der Universität Greifswald. Danach kehrte er nach Berlin zurück. Schon früh beschäftigte sich Wilhelm Kleefeld mit filmmusikalischen Problemen und regte Giuseppe Becce 1919 zu seiner ersten großen deutschen Illustrationssammlung, die im Robert Lienau Musikverlag erschienene Kinothek an. 
Unter dem Titel Opernrenaissance redigierte Wilhelm Kleefeld Neuausgaben von Opern für den Robert Lienau Musikverlag, die sehr erfolgreich waren. Auch während des Nationalsozialismus wurden sie weiterhin aufgeführt. Allerdings durfte der Name Wilhelm Kleefeld auf Anweisung der Machthaber, trotz des bestehenden Urheberrechts, nicht mehr auf Bühnenverträgen, Theaterzetteln, Textbüchern und Klavierauszügen genannt werden. 

## Werke
Schriften
- Bayreuther Festspiele 1899. S. 26, Zeitschrift der Internationalen Musikgesellschaft
- Das Orchester der Hamburger Oper 1678-1738, Sammelbände der Internationalen Musikgesellschaft, 1. Jahrg., H. 2., Feb., Franz Steiner Verlag, 1900
- Ferdinando Paër, Der Herr Kapellmeister oder Antonius und Kleopatra: komische Oper in einem Akt, Neubearbeitung, Robert Lienau Musikverlag, Berlin 1902
- Saint-Saens Camille, Harmonie Und Melodie, Harmonie, Berlin 1905
- Clara Schumann. Velhagen & Klasing., Bielefeld und Leipzig 1920
- Béatrice et Bénédict, Neubearbeitung, Robert Lienau Musikverlag, Berlin 1912
- L’éclair, Neubearbeitung, Robert Lienau Musikverlag, Berlin 1922
- Don Pasquale, Neubearbeitung, Robert Lienau Musikverlag, Berlin 1922
- Carl Maria von Weber. Velhagen & Klasing, Bielefeld 1926

Kompositionen
- Amarella, Oper (1896)
- Suite für Streichorchester

| Personendaten    | Personendaten                 |
| ---------------- | ----------------------------- |
| NAME             | Kleefeld, Wilhelm             |
| KURZBESCHREIBUNG | deutscher Musikschriftsteller |
| GEBURTSDATUM     | 2. April 1868                 |
| GEBURTSORT       | Mainz                         |
| STERBEDATUM      | 2. April 1933                 |
| STERBEORT        | Berlin                        |